# Laver Cup 2023
La Laver Cup 2023 fue la sexta edición de la Laver Cup, un torneo por equipos de tenis masculino. Se llevó a cabo en cancha dura bajo techo en el centro de convenciones Rogers Arena en Vancouver, Canadá del viernes 22 al domingo 24 de septiembre.
Congregó a 6 raquetas de cada equipo, Europa y Resto del Mundo y dos más a elección del capitán. 
El equipo Resto del Mundo le ganó a Europa con puntuación de 13-2.

## Participantes
| Rk.                 | Europa                                                                                 | Rk.                   | Resto del mundo                                                                              |
| Capitán: Björn Borg | Capitán: Björn Borg                                                                    | Capitán: John McEnroe | Capitán: John McEnroe                                                                        |
| 6 9 16 25 44 142    | Andrey Rublev Casper Ruud Hubert Hurkacz Alejandro Davidovich Arthur Fils Gaël Monfils | 8 11 13 14 19 21      | Taylor Fritz Frances Tiafoe Tommy Paul Félix Auger-Aliassime Ben Shelton Francisco Cerúndolo |
| Rk.                 | Suplentes                                                                              | Rk.                   | Suplentes                                                                                    |
| -                   | Ninguno                                                                                | 32                    | Christopher Eubanks                                                                          |
| -                   | Ninguno                                                                                | 322                   | Milos Raonic                                                                                 |

## Partidos
Cada partido dará puntos. Un punto en el día 1, dos puntos en el día 2 y tres puntos en el día 3.
| Día | Fecha            | Tipo de partido | Europa                           | Resultado          | Resto del mundo                   | Puntos por equipos                                | Resultado después del partido                     |
| 1   | 22 de septiembre | Individual      | Arthur Fils                      | 6-7(4-7), 1-6      | Ben Shelton                       | 1                                                 | 0-1                                               |
| 1   | 22 de septiembre | Individual      | Alejandro Davidovich             | 3-6, 5-7           | Francisco Cerúndolo               | 1                                                 | 0-2                                               |
| 1   | 22 de septiembre | Individual      | Gaël Monfils                     | 4-6, 3-6           | Félix Auger-Aliassime             | 1                                                 | 0-3                                               |
| 1   | 22 de septiembre | Dobles          | Arthur Fils Andrey Rublev        | 3-6, 6-4, [6-10]   | Tommy Paul Frances Tiafoe         | 1                                                 | 0-4                                               |
| 2   | 23 de septiembre | Individual      | Andrey Rublev                    | 2-6, 6-7(3-7)      | Taylor Fritz                      | 2                                                 | 0-6                                               |
| 2   | 23 de septiembre | Individual      | Casper Ruud                      | 7-6(8-6), 6-2      | Tommy Paul                        | 2                                                 | 2-6                                               |
| 2   | 23 de septiembre | Individual      | Hubert Hurkacz                   | 5-7, 3-6           | Frances Tiafoe                    | 2                                                 | 2-8                                               |
| 2   | 23 de septiembre | Dobles          | Hubert Hurkacz Gaël Monfils      | 5-7, 4-6           | Félix Auger-Aliassime Ben Shelton | 2                                                 | 2-10                                              |
| 3   | 24 de septiembre | Dobles          | Hubert Hurkacz Andrey Rublev     | 6-7(4-7), 6-7(5-7) | Ben Shelton Frances Tiafoe        | 3                                                 | 2-13                                              |
| 3   | 24 de septiembre | Dobles          | Alejandro Davidovich Arthur Fils | 3-6, 6-3, [8-10]   | Christopher Eubanks Milos Raonic  | Partido sin puntaje debido a que es de exhibición | Partido sin puntaje debido a que es de exhibición |

|                 |
| Campeones       |
| Resto del Mundo |
| Segundo título  |